# Jim Flanigan, Sr.
Jim Flanigan, Sr. é um ex-jogador profissional de futebol americano estadunidense.

## Carreira
Jim Flanigan, Sr. foi campeão do Super Bowl II jogando pelo Green Bay Packers.